# La tía de Carlos (película de 1981)
La tía de Carlos es una película de cine española protagonizada por Paco Martínez Soria y dirigida por Luis María Delgado.  Es una adaptación de la película danesa de 1959, llamada Charles' tante, que a su vez se basa en la obra teatral Charley’s Aunt (1892), de Brandon Thomas. La película se estrenó el 7 de octubre de 1981 en el Cine Mola de Zaragoza, y fue la última en la que trabajó Paco Martínez Soria (quien falleció pocos meses después).

## Sinopsis
El actor de teatro Fermín Recuero recibe la propuesta de hacerse pasar por la multimillonaria brasileña Doña Lucía Castelo Encantado da Selva Fermosa porque la presencia de ella es necesaria para que se celebre la boda de su sobrino, Carlos, y su amigo Alberto, con las hijas de Don Servando Becerra. Como la mujer no aparece, se toma como solución de urgencia utilizar a Fermín como su sustituto. Lo que nadie sabe es que la verdadera tía de Carlos hace unos días que llegó a España y no quiere revelar su presencia hasta convencerse de que su sobrino Carlos es digno de ser su heredero.

## Reparto
- Paco Martínez Soria: Fermín Recuero / Falsa tía de Carlos
- Rafael Alonso: Don Servando Becerra
- Luis Barbero: Don Francisco Chinchilla
- María Luisa Bernal: Laura
- Rafael Hernández: Sr. Porriño
- María Kosty: Ana
- Carmen Lozano: Irene
- Ricardo Merino: Carlos Aguilar
- Mary Paz Pondal: Pepa
- María Luisa Ponte: Lucía Castelo Encantado da Selva Fermosa
- Ángel Terrón: Director del banco
- Luis Varela: Alberto
- Luis Lorenzo: Lopetegui
- Dionisio Ramos
- Alfonso Delgado: Cartero
- Germán Algora
- Alberto Cuadrado